# Lee Burridge
Lee Burridge, né en novembre 1968 à Eype au Royaume-Uni, est un DJ, producteur qui détient son propre label. Il a contribué au lancement des clubs à Hong Kong au début des années 1990 et joue désormais dans les boîtes de nuit du monde entier. 